# Xaruque Mirza
Xaruque Mirza (Shāh Rukh Mīrzā; em usbeque: Shohrux Mirzo) ou simplesmente Xaruque (em persa: شاهرخ‎; romaniz.: Šāhrokh; Samarcanda, 20 de agosto de 1377 — Rei, 13 de março de 1447) foi o governante do Império Timúrida entre 20 de fevereiro de 1405 e 13 de março de 1447. Sucedeu ao seu pai, Tamerlão (Timur), que fundou o império em 1370, mas governou apenas a parte oriental dos territórios conquistados pelo pai. O império durante o seu reinado era composto pela maior parte da Pérsia e da Transoxiana, pois os territórios a ocidente foram perdidos pouco depois da morte de Tamerlão. Apesar disso, o Império Timúrida manteve-se coeso durante a maior parte do seu reinado e foi uma das potências dominantes da Ásia.
Durante o seu reinado, o seu império controlou as principais rotas comerciais entre a Ásia e a Europa, incluindo a famosa Rota da Seda, e devido a isso tornou-se imensa rico. A capital do império, que o seu pai tinha colocado em Samarcanda (atualmente no Usbequistão), foi mudada para Herate (atualmente no Afeganistão). Herate tornou-se o centro político do Império Timúrida e a residência dos principais sucessores de Xaruque, mas ambas as cidades beneficiaram da prosperidade e privilégios da corte.
Xaruque foi um grande patrocinador das artes e ciências, que floresceram sob o seu governo. Passou o seu reinado empenhado na estabilidade das suas terras e na manutenção de relações políticas e económicas com os reinos vizinhos. No entender dos historiadores Thomas W. Lentz e Glenn D. Lowry, «ao contrário do seu pai, Xaruque governou o Império Timúrida não como um senhor da guerra turco-mongol, mas como um sultão muçulmano. Nas crónicas dinásticas ele é exaltado como um homem de grande piedade, diplomacia e modéstia — um modelo de governante muçulmano que reparou muitos dos danos físicos e psicológicos causados pelo seu pai.».

## Primeiros anos
Xaruque nasceu em 20 de agosto de 1377 e foi o mais novo dos quatro filhos de Tamerlão. O significado literal do seu nome em persa é "rosto dum rei", que é o mesmo termo persa para o movimento de xadrez "roque". Segundo o cronista seu contemporâneo ibne Arabexá, Tamerlão, que era um jogador de xadrez talentoso, estava a jogar xadrez quando recebeu a notícia do nascimento de Xaruque e por isso escolheu o nome do movimento de xadrez para o recém-nascido.

Algumas fontes sugerem que a mãe era a imperatriz Sarai Mulque Canum (ou Sarai Maleque Catum, mais conhecida como Bibi Canum, Bibi-Canim, Bibi Hanim, etc.), uma princesa Chagatai e principal consorte de Tamerlão. Bibi Canum tinha sido capturada por Tamerlão no harém de Amir Huceine Qara'unas vários anos antes do nascimento de Xaruque.No entanto, o historiador dos séculos XV e XVI Maomé Cuandamir afirmou que a mãe de Xaruque era uma concubina tajique caraquitai chamada Tagai Tarcã Aga, baseando-se em registos genealógicos escritos durante o reinado de Xaruque. Independentemente de quem foi realmente a sua mãe, o príncipe foi criado pessoalmente por Bibi Canum, juntamente com o neto de Tamerlão Calil Sultão, filho de Mirã Xá.

## Reinado de Tamerlão
Aparentemente Tamerlão nunca teve relações particularmente próximas com Xaruque, apesar de não haver qualquer registo de que o pai alguma vez tivesse mostrado desagrado com o filho ou algo que ele tivesse feito. Em 1397 Xaruque foi nomeado governador de Grande Coração pelo pai, com capital do vice-reinado em Herate. Apesar de ser uma região importante, o cargo também tinha sido atribuído a Mirã Xá, o irmão de Xaruque, quando aquele tinha treze anos de idade. Xaruque nunca foi promovido além desta posição durante a vida de Tamerlão. Além disso, durante a campanha de Tamerlão na China, os filhos mais novos de Xaruque ocuparam um lugar de muito maior destaque do que ele próprio.
Não há informações nas fontes históricas que permitam compreender a relação de Tamerlão e Xaruque, mas há algumas evidências que sugerem que a ascendência de Xaruque tenha originado algum desfavorecimento por parte do pai, por ser filho duma concubina e não duma esposa. Também há historiadores que sugerem que Tamerlão estava convencido que Xaruque não tinha as qualidades pessoais necessárias para reinar; o príncipe ganhou reputação de ser excessivamente modesto piedoso. O seu fervor religioso islâmico e consequente rejeição das leis de Gêngis Cã que sempre foram fortemente reverenciadas por Tamerlão também podem ter resultado no distanciamento entre pai e filho.
Juntamente com a maior parte da família real, Xaruque acompanhou o pai na sua campanha a ocidente contra o Império Otomano, que culminou na Batalha de Ancara em 1402. Nesta batalha, Xaruque comandou a ala esquerda do exército timúrida, Mirã Xá a ala direita e Tamerlão o centro. A vanguarda foi encabeçada por dois dos sobrinhos de Xaruque. A batalha resultou na vitória dos timúridas e na captura do sultão otomano Bajazeto I, que morreria no cativeiro em Samarcanda em 1403.

## Guerra de sucessão
Tamerlão morreu em 1405, quando comandava o seu exército em direção a leste, numa campanha contra a Dinastia Mingue. Diz-se que no seu leito de morte disse que não tinha outro desejo que não fosse ver Xaruque Mirza outra vez e lamentou o facto de não tempo para o fazer.
Tamerlão não deixou qualquer herdeiro nomeado, pelo que surgiu uma disputa pela sucessão entre os seus filhos e netos. Calil Sultão autoproclamou-se imperador em Tasquente pouco depois da morte do avô e apoderou-se do tesouro imperial e da capital Samarcanda. Xaruque saiu de Herate à frente do seu exército em direção ao rio Oxo (Amu Dária), mas não empreendeu qualquer ofensiva contra o sobrinho nessa altura. Isso deveu-se provavelmente ao facto de Mirã Xá, o pai de Calil, constituir uma séria ameaça, pois juntamente com o seu outro filho Abubacar (Abu Bakr), tinha saído do Azerbaijão Com um exército para apoiar Calil. Porém, ambos foram forçados a retirar para se juntarem a Calil, devido a uma invasão dos jalaíridas na sua retaguarda e outra da Confederação do Cordeiro Negro (Qara Qoyunlu), que aproveitaram a morte do velho imperador para conquistarem territórios. Mirã Xá morreu em combate em 1408 quando tentava repelir os invasores, o mesmo acontecendo com Abubacar no ano seguinte.
Nos anos que se seguiram à morte de Tamerlão, Xaruque e Calil Sultan tiveram várias conversações improdutivas e vários confrontos militares, dos quais frequentemente Calil saiu vitorioso. Durante esse tempo, surgiram outros pretendentes ao trono, entre eles Sultão Huceine Taichiude, um neto materno de Tamerlão que depois apoiou Calil Sultão, para em seguida o trair, reafirmando a sua pretensão ao trono. Sultão Huceine foi derrotado pelo seu antigo aliado e fugiu para junto de Xaruque, que o mandou executar, o seu corpo foi despedaçado e as suas partes expostas nos bazares de Herate. Outros dois netos de Tamerlão, Iscandar (filho de Omar Xeique) e Pir Maomé ibne Jaanguir, os quais foram derrotados por Xaruque e Calil, respetivamente, tendo sido ambos poupados pelos vencedores. Pir Maomé acabaria assassinado pelo seus nobres em 1407. Iscandar foi executado em 1415 na sequência duma rebelião falhada.
Só em 1409 é que o curso da guerra começou a virar-se a favor de Xaruque. Nessa altura, Calil Sultão começou a perder o apoio entre os emires em Samarcanda e a sua esposa Shadi Mulk tinha ganhado grande autoridade na corte e sob a sua influência várias pessoas de estratos sociais inferiores obtiveram posições elevadas, preterindo nobres do tempo de Tamerlão. Além disso, várias viúvas e concubinas de Tamerlão casaram, algumas à força, com homens de origem humilde.
A seguir a uma carestia, que aumentou ainda mais o descontentamento entre a população, Calil Sultão foi preso pelo poderoso emir Cudaidade Huceine, líder da tribo dos duglates e antigo tutor do príncipe. Huceine levou Calil para Fergana e proclamou-o governante em Andijã. Com Samarcanda abandonada pelos apoiantes de Calil, a cidade foi tomada sem resistência por Xaruque. Quando mais tarde este capturou Xadi Mulque, Calil Sultão viu-se forçado ir ter com o tio a Samarcanda e submeter-se a ele. O príncipe teve a sua esposa de volta e foi nomeado governador de Rei, mas morreu em 1411; Xadi Mulque suicidou-se pouco depois.
Após a morte de Calil Sultão, Sultão Huceine e Pir Maomé, Xaruque deixou de ter rivais timúridas para contestar a ocupação do trono e começou finalmente o seu reinado como sucessor do seu pai. No entanto, em vez de governar a partir de Samarcanda, como o pai, Xaruque estabeleceu a capital em Herate, que tinha sido a capital do seu vice-reinado. O governo de Samarcanda e de toda a Transoxiana foi entregue ao filho mais velho de Xaruque, Ulugue Begue.

## Campanhas militares

### Guerra com a Confederação do Cordeiro Negro
O novo imperador começou o seu reinado lançando expedições contra regiões que tinham começado abandonar o império durante a guerra de sucessão. Fars, que era governada pelo seu sobrinho Baicara, foi tomada em 1414. Dois anos mais tarde, Quermã, que tinha sido governada como um reino independente por Sultan Uwais Barlas desde 1408, também foi subjugada. O território sob o domínio de Xaruque continuou a expandir-se e consolidar-se nos anos seguintes, quer pela subjugação voluntária de governantes menores quer através de alianças. Em 1420, a parte oriental do império de Tamerlão, bem como o centro e o sul da Pérsia estavam sob o controlo de Xaruque.
Porém, não obstante esses êxitos, a parte ocidental do império, nomeadamente o Azerbaijão e a Mesopotâmia, permaneciam fora do seu controlo. Essas regiões eram dominadas por Cara Iúçufe (Qara Yusuf), líder da confederação turcomana do Cordeiro Negro, que anos antes tinha derrotado e matado Mirã Xá, irmão de Xaruque. Com a conquista de cidades importantes, como Bagdade, Gasvim e Diarbaquir, os Qara Qoyunlu tornaram-se vizinhos perigosos para os timúridas. Esta ameaça foi uma das que permaneceu sem solução durante décadas. Xaruque fez muitas tentativas para pacificar a sua fronteira ocidental, mas tantos os meios político-diplomáticos como os militares (foram empreendidas três campanhas contra o Azerbaijão) falharam.
Cara Iúçufe morreu em novembro de 1420 durante a primeira campanha, que terminou com a conquista timúrida do Azerbaijão e da Arménia. Contudo, menos dum ano depois, Xaruque enfrentou uma rebelião dos filhos do líder turcomano morto. Um deles, Cara Iscander, continuou as tentativas de retomar a autoridade da confederação turcomana na região, obrigando a que fosse organizada outra campanha em 1429. Esta resultou numa vitória de Xaruque e na colocação no governo da confederação dum governante fantoche, Abuçaíde controlado pelos timúridas. Porém, Cara Iscander reconquistou a cidade de Tabriz dois anos mais tarde e mandou executar Abu Said.
Esse evento levou à realização duma terceira e última campanha em 1934, durante a qual Cara Iscander foi novamente forçado a retirar. Depois foi assassinado pelo seu filho Cubade na fortaleza de Alinja. Apesar desta campanha não ter resolvido definitivamente o conflito com os turcomanos do Cordeiro Negro, possibilitou estabilidade na região até ao fim do reinado de Xaruque, com a colocação à frente da confederação turcomana do menos belicoso Jeã Xá.

### Conflito com os hurufistas e purgas anti-intelectuais
Os hurufistas eram uma seita sufista cuja doutrina era baseada no misticismo das letras. No final do século XIV, a seita foi acusada de heresia pelos académicos islâmicos tradicionalistas e em resultado disso em 1394 o fundador do movimento, Faslalá Astarabadi (Nāimī), foi preso e executado por ordem de Tamerlão pelo seu filho Mirã Xá. A morte do seu líder levou a que os seguidores de Astarabadi passassem a odiar os timúridas.
Quando saía duma mesquita em 1426, Xaruque foi vítima duma tentativa de assassinato. O atacante, Amade Lur, um luro hurufista, aproximou-se do imperador com pretexto de lhe apresentar uma petição e apunhalou-o no estômago. Porém, o golpe não foi fatal e Lur foi rapidamente morto por um servo de Xaruque. Este recuperou passados uns dias e foi aberta uma investigação, que descobriu as ligações de Lur aos hurufistas e à família de Astarabadi.
Seguiu-se imediatamente um perseguição à seita, que resultou na execução de Azude, um neto de Astarabadi. Os dirigentes da seita foram sujeitos a extensos interrogatórios. A perseguição acabou por alargar-se para além do grupo herege, tendo havido muitos intelectuais residentes em Herate que tiveram que se defender de acusações de blasfémia. Entre eles esteve o historiador persa Xarafadim Ali Iasdi, autor da Zafarnama, e o seu professor. O proeminente poeta e sufista Qasem-e Anvar foi expulso da capital por ordem de Xaruque. As acusações foram além da corte de Xaruque em Herate, e por exemplo, o proeminente calígrafo Marufe i Catate, patrocinado pelo príncipe Baiçungur (filho de Xaruque), foi também acusado e interrogado.
O grau de envolvimento dos hurufistas na tentativa de assassinato ainda não foi claramente estabelecido. Contudo, as purgas que se lhe seguiram tiveram como consequência piorar ainda mais as já tensas relações entre a corte timúrida e os intelectuais do império.

### Rebeliões
Nos primeiros anos do seu reinado, Xaruque fez regularmente transferências e trocas de lugares no governo que os seus familiares detinham, provavelmente para tentar evitar rebeliões. Por exemplo, o seu sobrinho Calil Sultão foi movido de Samarcanda para Rei, Omar Xeique Mirza do Azerbaijão para Astarabade, Iscandar Mirza de Fergana para Hamadã e para Xiraz, etc.
Estas tentativas não resultaram completamente, pois Xaruque teve que suprimir repetidamente sucessivas rebeliões de vários dos seus familiares. Depois de encorajar o seu irmão a revoltar-se em 1413, Iscandar Mirza também se rebelou ele próprio, devastando as cidades de Ispaã e Quermã. O sobrinho Baicara, depois de ter sido inicialmente derrotado em Fars, revoltou-se novamente pouco tempo depois em Xiraz. As insurreições continuaram até à velhice de Xaruque. Em 1446, quando já tinha quase 70 anos, teve que marchar contra o seu neto Sultão Maomé, que se revoltou nas províncias ocidentais do império.

## Governação
No reinado de Xaruque registou-se um desenvolvimento apreciável nos padrões económicos e conquistas culturais em muitas áreas do império. Embora isso possa ter-se devido, em parte, ao caráter mais diplomático de Xaruque em contraste com a crueldade de Timur, não há evidências de que Xaruque tivesse qualidades notáveis como estadista. Acredita-se que relativo sucesso da sua governação se deva em grande parte a outras influências no seu governo. Entre estas influências inclui-se a sua consorte, Gauar Xade, que juntamente com os seus filhos e alguns oficiais do estado, manteve a ordem de forma estável nos assuntos de estado. Alguns dos mais altos funcionários do estado parecem ter sido pessoas excecionalmente talentosas, que mantiveram os seus cargos durante várias décadas. Entre esses oficiais superiores cabe mencionar Jalaladim Firuz Xá, que foi comandante supremo do exército por trinta e cinco anos, Guiaçadim Pir Ali Cuafi, chanceler supremo durante trinta e um anos, e Amir Alica Cocultaxe, chefe das finanças imperiais durante quarenta e três anos.
Xaruque distanciou-se politicamente do seu pai, dando menos importância aos conceitos mongóis de autoridade. Abandonou a instituição do cã como uma figura de liderança e substituiu os tribunais mongóis por tribunais islâmicos. Como o seu pai, Xaruque era casado com uma princesa mongol; Malicate Aga, viúva do seu irmão Omar Xeique e filha do cã Quizer Coja do Mogulistão. No entanto, ao contrário de Tamerlão, não reivindicou o título de guregen (genro imperial) nem usou o título de Amir e em vez disso adotou os títulos islâmicos e persas sultão e padixá (padishah).

## Influências culturais
A esposa de Xaruque, Gauar Xade, financiou a construção de duas mesquitas e madraças (escolas teológicas) em Herate e em Mexede, nomeadamente a mesquita com o seu nome nesta última cidade, que foi terminada em 1418. As origens étnicas mistas da dinastia reinante levaram a que tivesse um caráter distinto em termos culturais, que misturou elementos da civilização e arte persas com influências chinesas, com literatura em persa, chagatai e árabe. Xaruque encomendou a produção de várias obras históricas e geográficas a Hafiz-i Abru, entre as quais a Tāriḵ-e Šāhroḵ(i), a história do reinado de Xaruque até 1413–1414 (AH 816). Esta obra foi mais tarde incorporada pelo seu autor em compilações maiores de "história universal", a Majmuʿa-ye Ḥāfeẓ-e Abru e Majmaʿ al-tawāriḵ [al-solṭāni(ya)] (secção Zobdat al-tawāriḵ-e Bāysonḡori).

## Relações diplomáticas
Durante o reinado de Xaruque foram normalizadas as relações entre o estado timúrida e a Dinastia Mingue, primeiro com o imperador Yongle e depois com os seus sucessores. Isto contrastou com o que aconteceu durante durante a era Tamerlão e do imperador Hongwu (r. 1368–1398), o primeiro monarca Mingue, em que esteve eminente uma guerra, que só não ocorreu devido à morte de Tamerlão. Samarcanda e Herate foram visitadas várias vezes entre 1414 e 1420 por embaixadas chinesas lideradas por Chen Cheng. Em 1419–1422 uma grande embaixada enviada por Xaruque, cujo relato escrito pelo seu líder Guiatadim Nacaxe chegou aos nossos dias, foi recebida em Pequim com abundantes banquetes e troca de presentes.
Através da promoção que fez das relações comerciais e políticas com os reinos vizinhos, Xaruque também manteve contactos com vários outros governantes seus contemporâneos. Recebeu homenagem de monarcas da Confederação do Cordeiro Branco (Ak Koyunlu), da Índia, Ormuz e, nos primeiros anos do seu reinado, do Império Otomano. Sucessivos sultões de Deli, o primeiro deles Quizer Cã (r. 1414–1421), trocaram embaixadas com a corte timúrida e juraram lealdade ao imperador, e Xameçadim Amade Xá, sultão de Bengala, lhe pediu apoio militar. Porém, as relações com o Sultanato Mameluco do Cairo foram gradualmente mais tensas devido às tentativas de Xaruque de afirmar o seu domínio. Acabaria por se normalizar com a ascensão ao poder de Jaquemaque, durante cujo reinado as relações com os timúridas foram amigáveis, mas de igual para igual.

## Morte e sucessão
Pouco depois de ter suprimido a rebelião do seu neto Sultão Maomé, Xaruque adoeceu e morreu na sua residência de inverno em Rei, em março de 1447. Não obstante inicialmente se ter tentado manter a morte em segredo, a notícia espalhou-se rapidamente e a situação militar tornou-se caótica, tornando impossível o transporte do corpo para a capital para lá ser sepultado. Só no terceiro dia após a morte é que o corpo, acompanhado pela imperatriz viúva Gauar Xade e Abedal Latife, neto de Xaruque, iniciou a viagem para leste. Porém, passados poucos dias Abdal Latife tomou a avó e o cadáver como reféns, possivelmente na expetativa de tentar ser ele a ocupar o trono vago ou para apoiar o pai, Ulugue Begue, na mesma pretensão (Ulugue Begue era então o único filho vivo de Xaruque).
Outro neto, Alá Daulá, filho de Baiçungur, derrotou as tropas de Abedal Latife, libertou Gauar Xade e seguidamente fez o funeral do avô no que é hoje conhecido como Mausoléu de Gauar Xade ou Mausoléu de Baiçungur, em Herate. Quando Ulugue Begue tomou a cidade no ano seguinte, ordenou que o corpo do pai fosse exumado e fosse enterrado junto ao de Tamerlão, no Gur-e-Amir em Samarcanda.
A guerra pela sucessão continuou entre a família de Xaruque durante vários anos, inicialmente entre Ulugue Begue e Alá Daulá, da qual o primeiro saiu vencedor. No entanto, Ulugue foi morto pelo seu filho Abdal Latife em 1449 e, nas guerras civis que se seguiram, o controlo do Império Timúrida passou por vários descendentes de Xaruque.

## Família

### Esposas
- Gauar Xade, filha de Guiaçadim Tarcã
- Malicate Aga, filha do cã Quizer Coja do Mogulistão e viúva de Omar Xeique
- Tuti Aga, uma nobre mogol de Narin (no que é hoje o nordeste do Afeganistão)
- Aque Sultã Aga, filha de Charcas ibne Timã Ilchiguidai
- Mir Nigar Aga, uma nobre usbeque de Biçute
- Lal Taquim Aga

### Filhos
- Ulugue Begue (1394–1449), filho de Gauar Xade; foi vice-rei da Transoxiana e mais tarde sucedeu ao pai.
- Sultão Ibraim Mirza (1394–1435), vice-rei da Pérsia.
- Baiçungur (1397–1433), filho de Gauar Xade; o filho artista de Xaruque, nunca teve qualquer cargo de vice-rei mas desempenhou um papel importante no governo do pai em Samarcanda.[49]
- Soiurgatemis (1399–1426), filho de Malicate Aga, vice-rei da Índia e de Gásni.
- Maomé Juqui (1402–1444), filho de Gauar Xade, vice-rei de Garmsir (atualmente na província de Helmande, no sudoeste do Afeganistão) e de Cutal (atualmente no Tajiquistão).

### Filhas
- Mariã Sultana Aga (m. 1441), filha de Gauar Xade, casou com Muhammad Jahangir Mirza, filho de Maomé Sultão Mirza, neto de Janguir Mirza e bisneto de Tamerlão.
- Cutlugue Turcã Aga, filha de Gauar Xade
- Cutlugue Sultana Aga, filha de Tuti Aga
- Tagai Turcã Aga, filha de Tuti Aga
- Sadate Sultana Aga, filha de Gauar Xade
- Paianda Sultana Aga, filha de Aque Sultão Aga; casou com Iáia Mirza, filho de Maomé Sultana Mirza

### Irmãos
- Omar Xeique (1356–1394)
- Janguir Mirza (1356–1376)
- Mirã Xá (1366–1408)

## Reconstrução facial
O antropólogo soviético Mikhail Mikhaylovich Gerasimov fez a reconstrução facial forense de Tamerlão, do seu filho Xaruque e do neto Ulugue Begue. Em comparação com os seus descendentes, o fenótipo de Tamerlão aparenta ser
asiático oriental, enquanto o de Xaruque, filho duma mulher tajique, tinha traços faciais mais europoides. Xaruque aparentava ser mais semelhanças com europoides braquicéfalos, ao passo que o seu filho Ulugue Begue tinha traços predominantemente mongólicos e nenhuma influência caucasiana óbvia.